# UAE Team ADQ/Saison 2025
Dieser Artikel beschreibt die Mannschaft und die Siege des UCI Women’s WorldTeams UAE Team ADQ in der Saison 2025.

## Mannschaft
| Teamkader 2025          | Teamkader 2025     | Teamkader 2025               | Teamkader 2025                    |
| Name                    | Geburtsdatum       | Land                         | Vorheriges Team                   |
| ----------------------- | ------------------ | ---------------------------- | --------------------------------- |
| Safiya Al Sayegh        | 23. September 2001 | Vereinigte Arabische Emirate |                                   |
| Alena Amjaljussik       | 6. Februar 1989    | Belarus                      | Canyon-SRAM Racing (2022)         |
| Elynor Bäckstedt        | 6. Dezember 2001   | Vereinigtes Königreich       | Lidl-Trek (2024)                  |
| Sofia Bertizzolo        | 21. August 1997    | Italien                      | Liv Racing (2021)                 |
| Brodie Chapman          | 9. April 1991      | Australien                   | Lidl-Trek (2024)                  |
| Eleonora Gasparrini     | 25. März 2002      | Italien                      | Valcar-Travel & Service (2022)    |
| Lara Gillespie          | 21. April 2001     | Irland                       | UAE Development Team (2024)       |
| Elizabeth Holden        | 12. September 1997 | Vereinigtes Königreich       | Le Col-Wahoo (2022)               |
| Alena Ivanchenko        | 16. November 2003  | Russland                     |                                   |
| Elisa Longo Borghini    | 10. Dezember 1991  | Italien                      | Lidl-Trek (2024)                  |
| Erica Magnaldi          | 24. August 1992    | Italien                      | Ceratizit-WNT Pro Cycling (2021)  |
| Greta Marturano         | 14. Juni 1998      | Italien                      | Fenix-Deceuninck (2024)           |
| Tereza Neumanová        | 9. August 1998     | Tschechien                   | Liv Racing TeqFind (2023)         |
| Silvia Persico          | 25. Juli 1997      | Italien                      | Valcar-Travel & Service (2022)    |
| Maëva Squiban           | 19. März 2002      | Frankreich                   | Arkéa-B&B Hotels Women (2024)     |
| Karlijn Swinkels        | 28. Oktober 1998   | Niederlande                  | Team Jumbo-Visma (2023)           |
| Sofie van Rooijen       | 13. Juli 2002      | Niederlande                  | VolkerWessels (2024)              |
| Dominika Włodarczyk     | 27. Januar 2001    | Polen                        | MAT Atom Deweloper Wrocław (2023) |
|                         |                    |                              |                                   |
| Quelle: ProCyclingStats |                    |                              |                                   |

## Siege
| Siege   | Siege                                                     | Siege                        | Siege  | Siege                | Siege |
| Datum   | Rennen                                                    | Staat                        | Klasse | Sieger               |       |
| ------- | --------------------------------------------------------- | ---------------------------- | ------ | -------------------- | ----- |
| 9. Jan. | Australische Meisterschaften, Einzelzeitfahren der Frauen | Australien                   | CN     | Brodie Chapman       |       |
| 9. Feb. | UAE Tour, Gesamtwertung                                   | Vereinigte Arabische Emirate | 2.WWT  | Elisa Longo Borghini |       |

## UCI-Weltranglisten-Platzierungen
| UCI-Ranking | UCI-Ranking | UCI-Ranking | UCI-Ranking |
| Fahrer      | Fahrer      | Land        | Punkte      |
| ----------- | ----------- | ----------- | ----------- |